# Бриг-Глис
Бриг-Глис (фр. Brig-Glis, итал. Briga-Glis) је град у јужној Швајцарској. Бриг-Глис је један од највећих и најважнијих градова у оквиру кантона Вале.

## Природне одлике
Бриг-Глис се налази у јужном делу Швајцарске. Од главног града, Берна град је удаљен 110 km јужно.
Рељеф: Бриг-Глис је смештен у долини горње Роне, на приближно 700 метара надморске висине. Долина је укљештена венцима Алпа са обе стране; северно се пружају Бернски Алпи, а јужно Пенински Алпи. Близу града се налази Симплонски превој.
Клима: Клима у Бригу-Глису је оштрија варијанта умерено континенталне климе због знатне надморске висине и алпског окружења.
Воде: Бриг-Глис је смештен на реци Рони у горњем делу њеног тока. Стари део града је на њеној јужној обали, а нови на северној.

## Историја
Подручје Брига-Глиса је било насељено још у време праисторије (Келти). у доба Старог Рима овде се налази значајно насеље.
Бриг-Глис се под данашњим називом први пут јавља 1215. године, а у наредним вековима град јача и постаје привредно средиште горње Роне.
Током 19. века Бриг-Глис се почиње полако развијати и јачати привредно. Ово благостање се задржало до дан-данас.

## Становништво
2008. године Бриг-Глис је имао око 12.000 становника. Од тога 14,1% чине страни држављани.
Језик: Швајцарски Немци чине већину Брига-Глиса и немачки језик је преовлађујући у граду. Протеклих пар деценија градско становништво је досељавањем досељеника из других земаља постало веома шаролико, па се на улицама града чују бројни други језици. Тако данас огромна већина (90,3%) градског становништва прича немачким језиком, а прате га италијански (1,9%) и француски језик (1,7%).
Вероисповест: Месно становништво је од давнина римокатоличке вере. Међутим, последњих деценија у граду се знатно повећао удео других вера уз још увек наглашену римокатоличку већину. Данашњи верски састав је: римокатолици (82,9%), протестанти (5,5%), муслимани (2,8%), атеисти (2,2%) и православци (1,5%)

## Галерија слика
- Старо језгро Брига
- Штоклаперски замак
- Стара градска улица
- Градска железничка станица